# AGM-65 Maverick
AGM-65 Maverick ime je za američku taktičku navođenu/samonavođenu raketu tipa zrak-zemlja, koja služi za uništavalje oklopnih vozila, i drugih važnih ciljeva na zemlji. Ova raketa je prvi put uvedena u primjenu u kolovozu 1972. Postoji nekolio vrsta navođenja:
- Televizjiska kamera: modeli A, B, K, i H
- Infracrvena kamera: modeli D i G
- Lasersko navođenje: model E
- Samonavođena preko infracrvenog senzora: model F

## Korisnici
- SAD
- Ujedinjeno Kraljevstvo
- Srbija
- Jugoslavija (JRZ je koristilo AGM-65 pomoću svojih jurišnika J-22 Orao)